# استرن جان
استرن جان (انگلیسی: Stern John؛ زادهٔ ۳۰ اکتبر ۱۹۷۶) یک بازیکن فوتبال اهل ترینیداد و توباگو است.
وی همچنین در تیم ملی فوتبال ترینیداد و توباگو بازی کرده‌است.